# جولي هيلدمان
جولي هيلدمان (بالإنجليزية: Julie Heldman)‏ مواليد 8 ديسمبر 1945 في بيركيلي، كاليفورنيا، الولايات المتحدة، هي لاعبة كرة مضرب أمريكية سابقة. أعلى تصنيف لها في الفردي كان المركز الـ 5 في سنة 1969. سبق أن شاركت في دورة الألعاب الأولمبية الصيفية.

## روابط خارجية
- جولي هيلدمان على موقع رابطة محترفات التنس (الإنجليزية)
- جولي هيلدمان على موقع الاتحاد الدولي لكرة المضرب (الإنجليزية)
- جولي هيلدمان على موقع كأس بيلي جين كينغ (الإنجليزية)
- جولي هيلدمان على موقع خلاصة التنس.كوم (الإنجليزية)
- جولي هيلدمان على موقع أوليمبيديا (الإنجليزية)